# Chapelle Notre-Dame de Capelou
La chapelle Notre-Dame de Capelou de Belvès, dans le département de la Dordogne, est le lieu d'un très ancien pèlerinage. Elle fait partie de la paroisse Notre-Dame de Capelou.
C'est la copie conforme de l'église saint Sulpice du Bugue avec les mêmes dispositions, la même architecture et le même style. 

## Miracles et légende

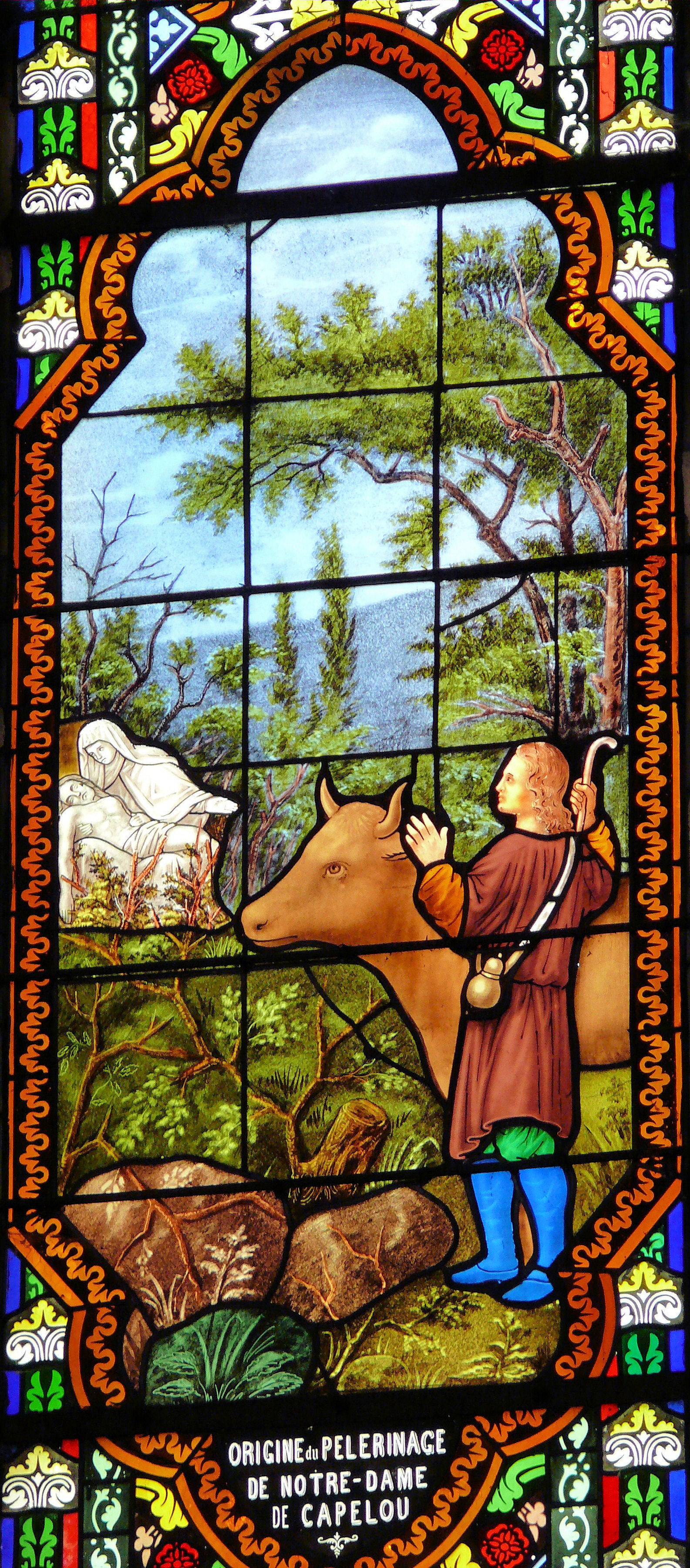
Vitrail de la chapelle représentant le miracle

La légende raconte qu'il y a très longtemps un berger gardait ici un troupeau. Il vit qu'une de ses vaches, au lieu de paître avec les autres, se tenait à proximité d'un épais buisson près duquel jaillissait une source et, malgré le fait que la vache ne mangeait pas, elle était en excellente santé.
Il chercha à comprendre pourquoi cette attitude étrange obstination de sa vache. Il fouilla dans les broussailles et y découvrit une statue en pierre de la Vierge.
Prévenu, le clergé de Belvès ramena cette statue en procession jusqu'à l'église Notre-Dame du prieuré.
Le lendemain, la statue avait disparu de l'autel. On la retrouva dans le buisson près de la source. On en déduisit que la Vierge voulait qu'on l'honore près de la source.
On y construisit une chapelle, qui a donné le nom de Capelou au lieu, et depuis un pèlerinage annuel y a été organisé. On donna alors à la statue le nom de Notre-Dame-de-la-Pitié.

## Historique
On ne sait pas à quelle date a débuté le pèlerinage.
La chapelle « Sancta Maria de Capella » est citée en 1153 par le pape Eugène III parmi les dépendances de l’abbaye de Sarlat.
C'est un lieu de pèlerinage ancien. La proximité d'une source qui était souvent divinisée par les Gaulois peut faire penser qu'il y aurait eu un sanctuaire celtique ou pré-celtique et que la statue découverte pouvait être une représentation de la déesse mère de la source, protectrice des troupeaux. Le sanctuaire païen aurait alors été christianisé à une date indéterminée.
Une chapelle romane y a été édifiée. Le pape Eugène III mentionne la chapelle "Sancta Maria de Capella" en 1153 parmi les dépendances de l'abbaye de Sarlat.
La chapelle a dû subir le même sort que l'église Notre-Dame-de-l'Assomption. Elle a sûrement été restaurée après la guerre de Cent Ans et après les guerres de religion.
La statue primitive de la Vierge a été détruite en 1793, comme la chapelle. La statue a été remplacée par une Piéta provenant de l'abbaye de Fongauffier.
La source, qui se trouvait à l'origine à l'arrière de l'église, a été déplacée près de la route en 1825 par le curé Cogniel qui souhaitait agrandir le chœur.
En 1839, le pape Grégoire XVI a accordé une indulgence plénière aux pèlerins des octaves du 15 août et 8 septembre.
Le concile d'Agen de 1859 proclama Notre-Dame de Capelou pèlerinage privilégié de la région apostolique.
En 1860 on décida de reconstruire la chapelle. Mgr Georges posa la première pierre. Par manque d'argent la construction n'a pu être terminée.
Une guérison miraculeuse a entraîné une donation qui a permis de reprendre la construction en 1872. La chapelle est consacrée le 16 septembre 1873 par Ferdinand-François-Auguste Donnet, cardinal archevêque de Bordeaux, en présence de 5 évêques, de 300 prêtres et d'une foule estimée à 10 000 fidèles.
Le 8 septembre 1892, la statue de la Vierge est couronnée.
Chaque année depuis 1873 une neuvaine (ou une semaine depuis 1997) est organisée qui s'achève le dimanche compris entre le 8 septembre (Nativité de la Vierge) et le 15 septembre (Notre-Dame des Sept Douleurs). Elle est présidée par l'évêque de Périgueux qui invite un évêque ou un cardinal. On compte entre 2 000 et 3 000 pèlerins. En 2024, l'invité est Faustin Ambassa Ndjodo, archevêque de l'archidiocèse de Garoua au Cameroun, jumelé avec le diocèse de Périgueux et Sarlat depuis 1983.

## Architecture - Décoration

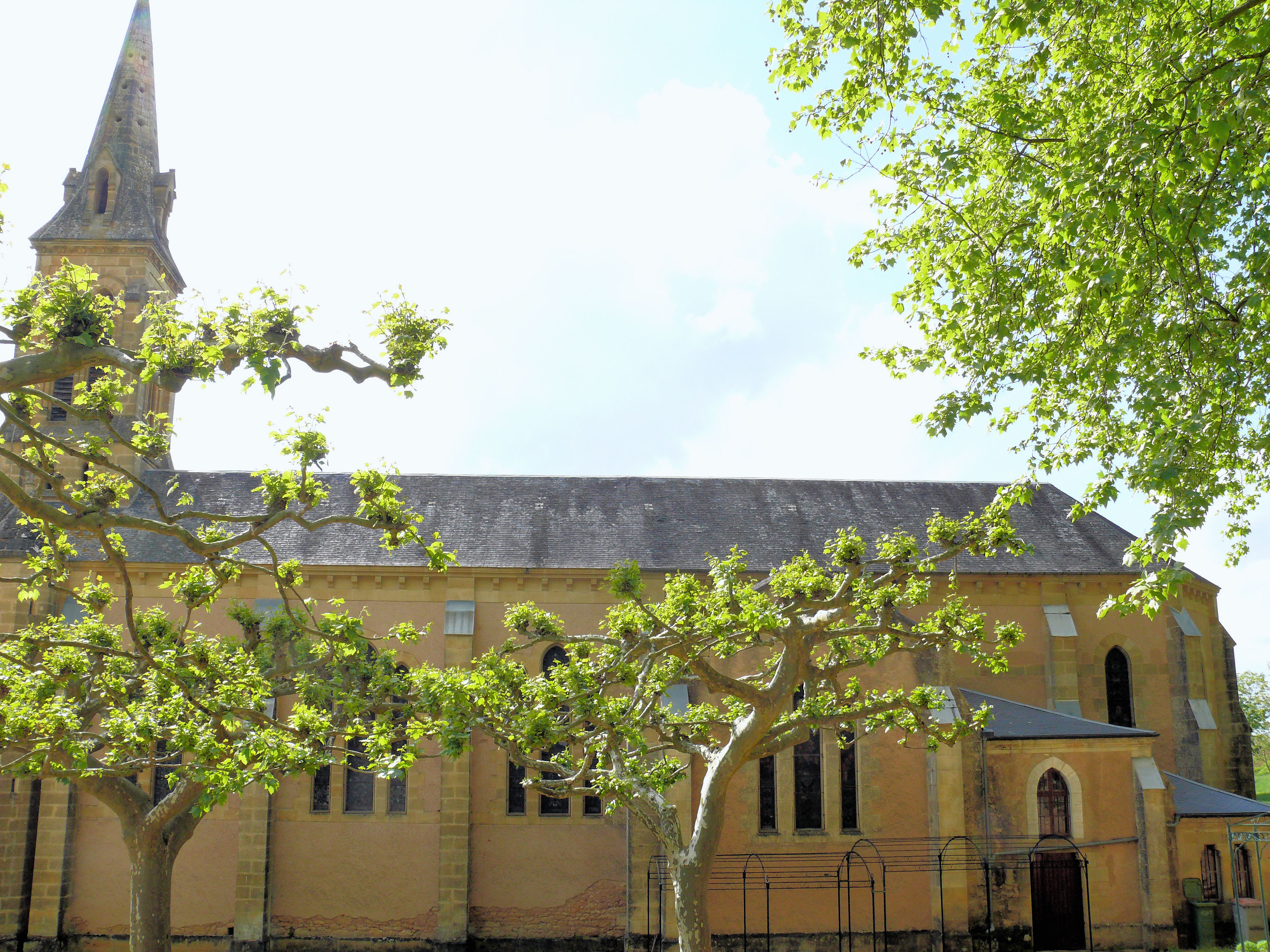
Vue d'ensemble
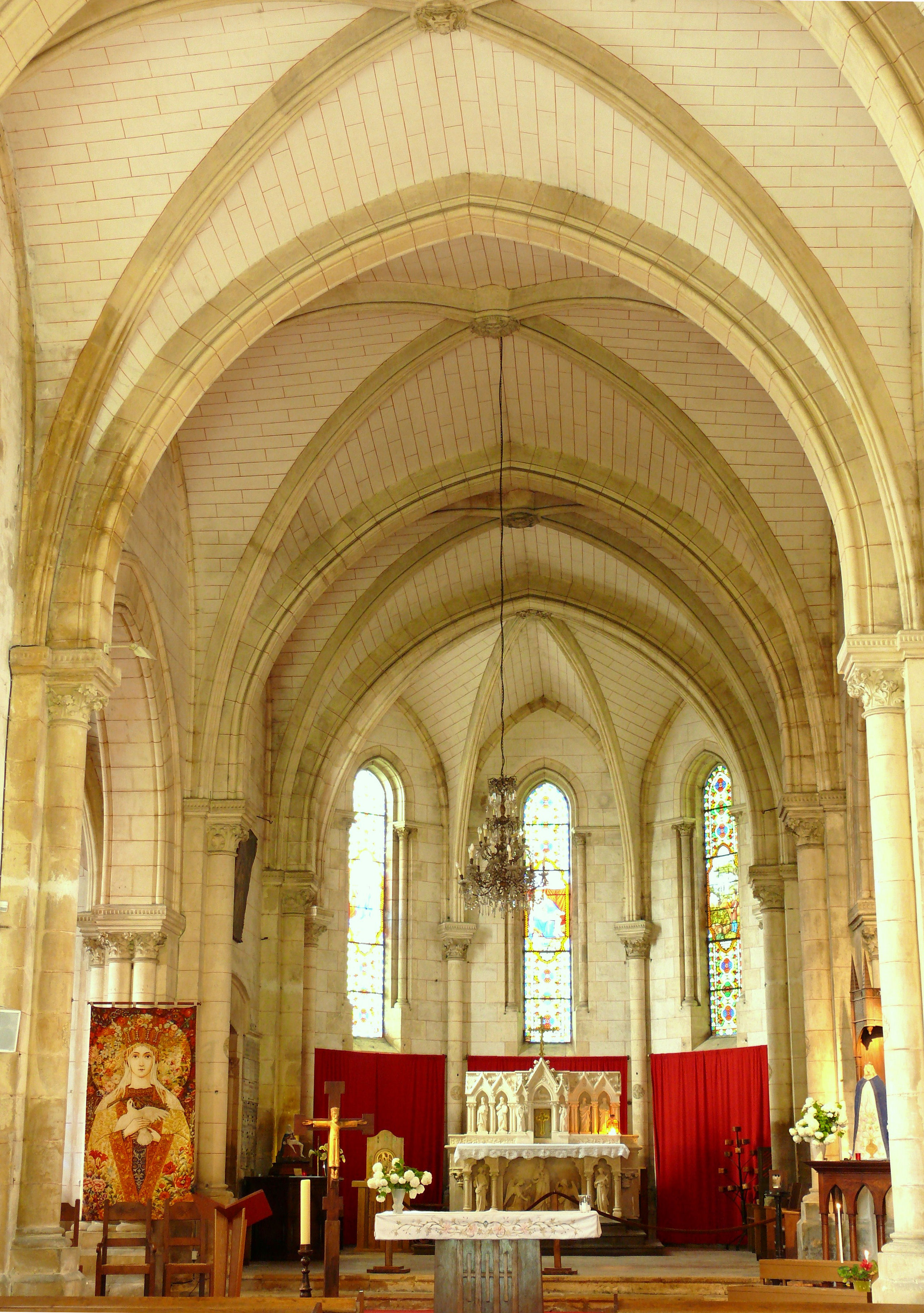
Nef
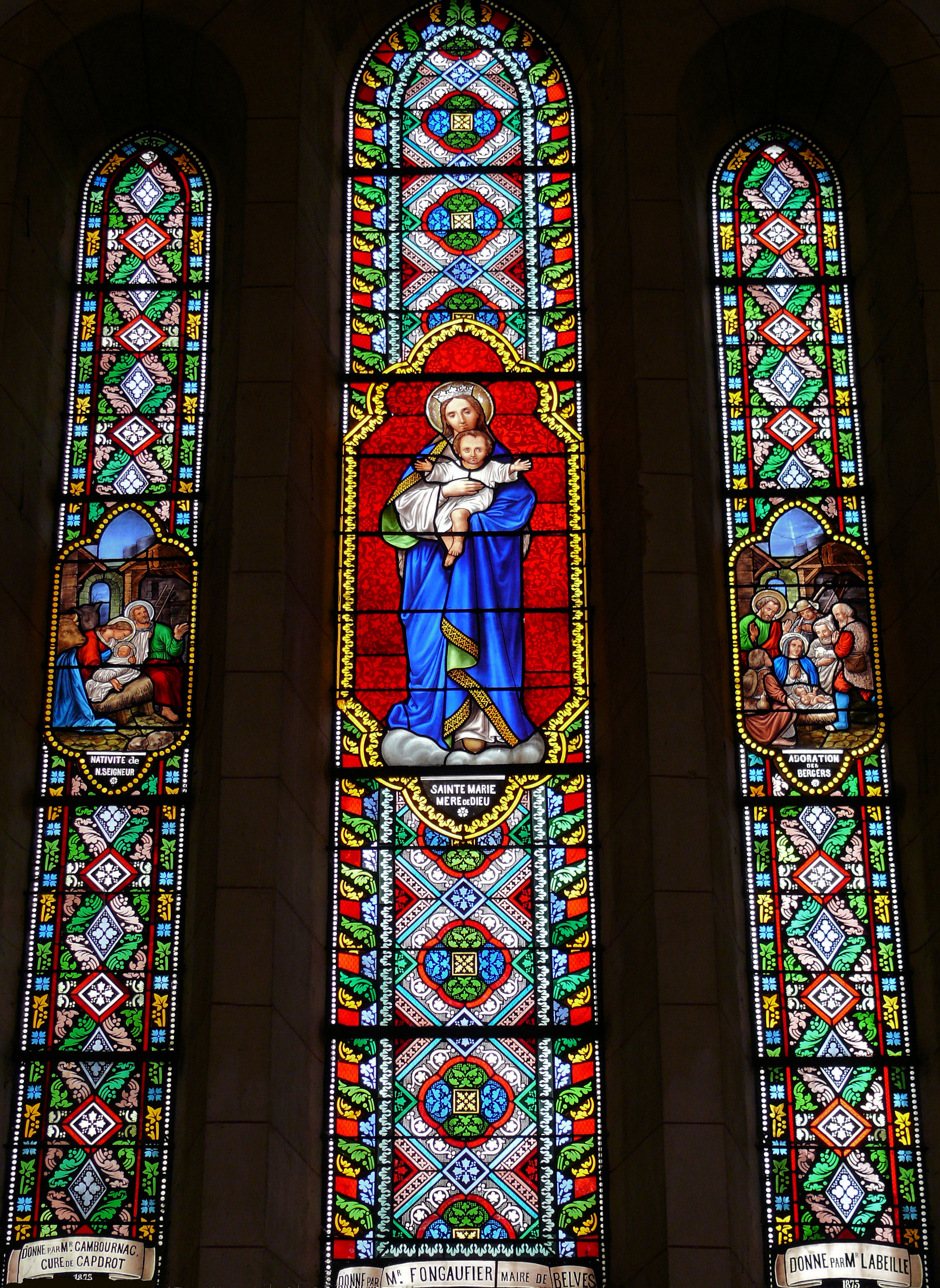
Vitrail
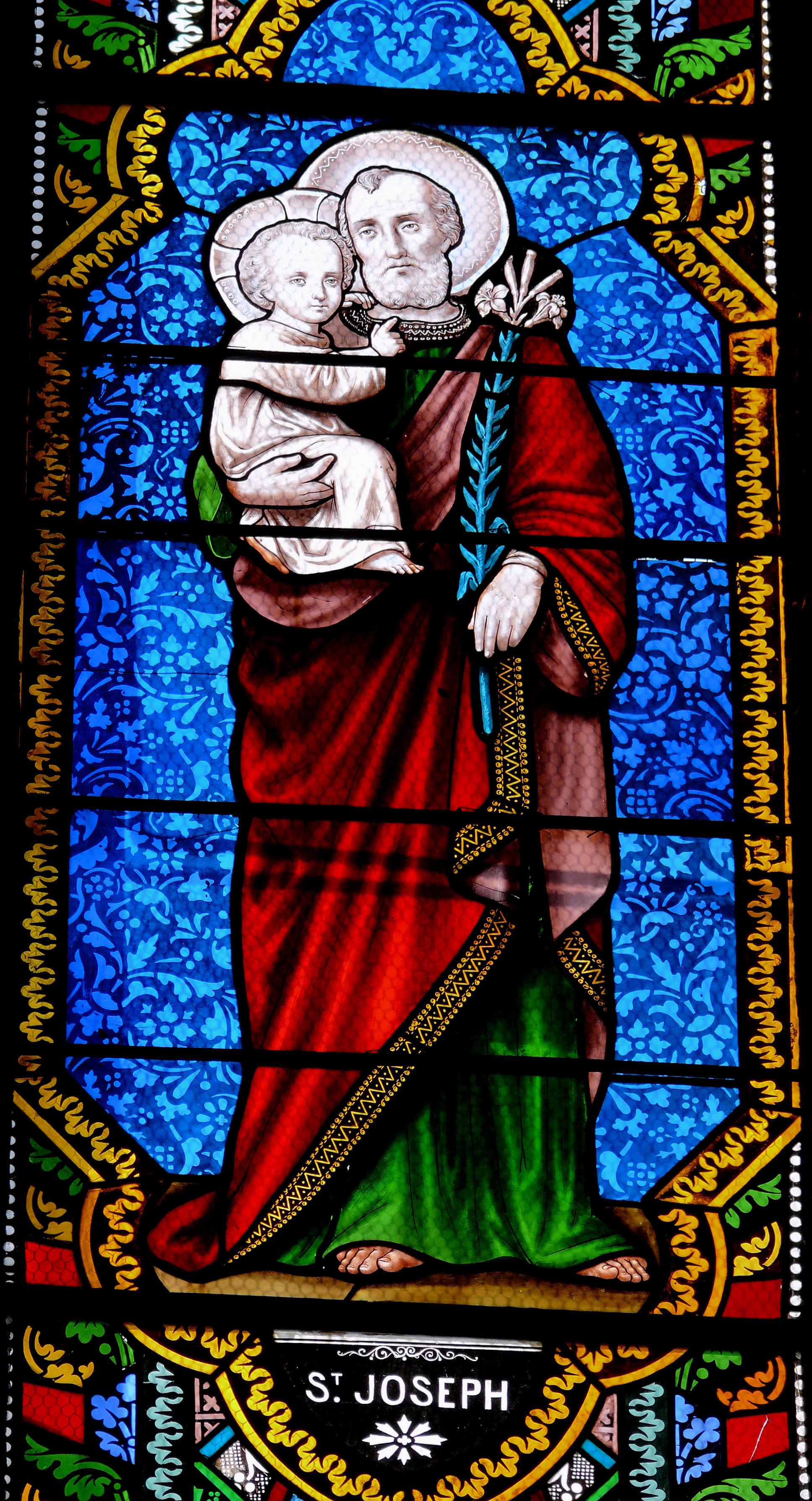
Vitrail